# ملت خرس
«ملت خرس» (انگلیسی: Bear Nation) یک فیلم مستند آمریکایی و محصول سال ۲۰۱۰ میلادی است. این مستند به موضوع جنبش خرس در اجتماع و فرهنگ همجنسگرایان مرد می‌پردازد.